# Рихеза Польская (королева Венгрии)
Рихеза Польская (Рыкса, Аделаида; 22 сентября 1013 — 21 мая 1075) — королева Венгрии как супруга Белы I.

## Биография
Рихеза была дочерью короля Польши Мешко II и его жены Рыксы Лотарингской. Её традиционно называют Рихезой, но современные польские источники не подтверждают это имя: в настоящее время предполагается, что её звали Аделаида.
Между 1039 и 1043 годами она вышла замуж за Белу Венгерского, бывшего вассалом её отца и принимавшего участие в кампании Мешко II против языческих поморских племен.
В 1048 году муж Рихезы получил одну треть Венгрии (Tercia pars Regni) как удел от своего брата, короля Андраша I, и супруги переехали в Венгрию. 6 декабря 1060 года муж Рихезы был коронован королём Венгрии после победы над своим братом.
От брака Рихезы с Белой I родились:
- Геза I, король Венгрии
- Ласло I, король Венгрии
- Ламперт, герцог Венгрии
- София (после 1050 — 18 июня 1095), жена маркграфа Ульриха I из Карниолы, а затем — герцога Магнуса I Саксонского
- Евфимия (после 1050 — 2 апреля 1111), жена князя Отто I Оломоуцкого
- Илона (после 1050—1091), жена Дмитара Звонимира, короля Хорватии

## ДНК
Судя по результатам палео-днк тестирования останков её сына Ласло I, у Рихезы была митохондриальные гаплогруппа H1u2.